# Elaeagnus liuzhouensis
Elaeagnus liuzhouensis är en havtornsväxtart som beskrevs av C. Yung Chang. Elaeagnus liuzhouensis ingår i släktet silverbuskar, och familjen havtornsväxter. Inga underarter finns listade i Catalogue of Life.